# Gattilusio (Adelsgeschlecht)
Die Gattilusio waren eine einflussreiche Patrizierfamilie aus Genua, die von 1355 bis 1462 im Byzantinischen Reich eine Herrschaft auf mehreren Inseln in der Ägäis etablieren konnte. 

## Geschichte

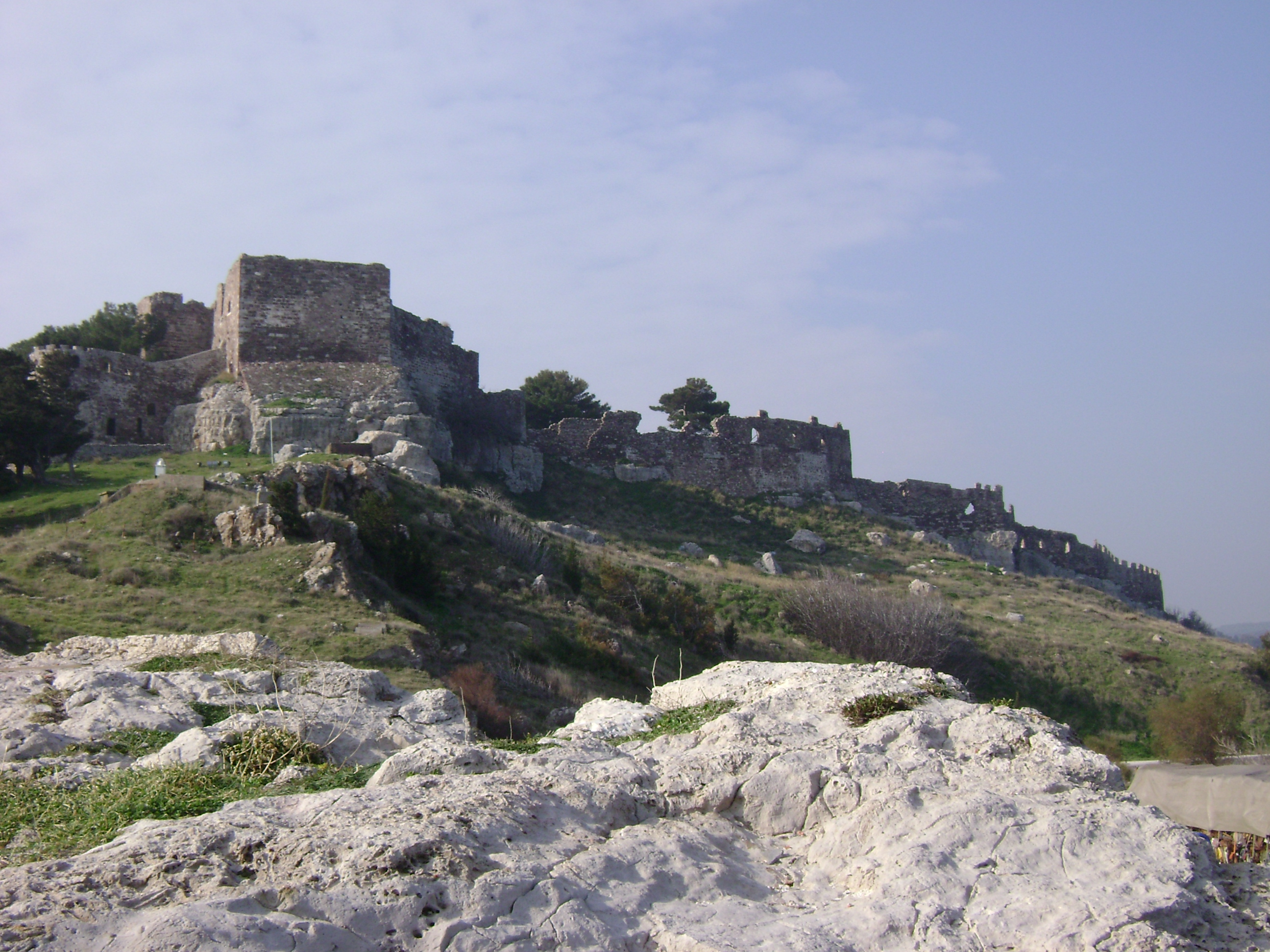
Festung von Mytilene auf Lesbos

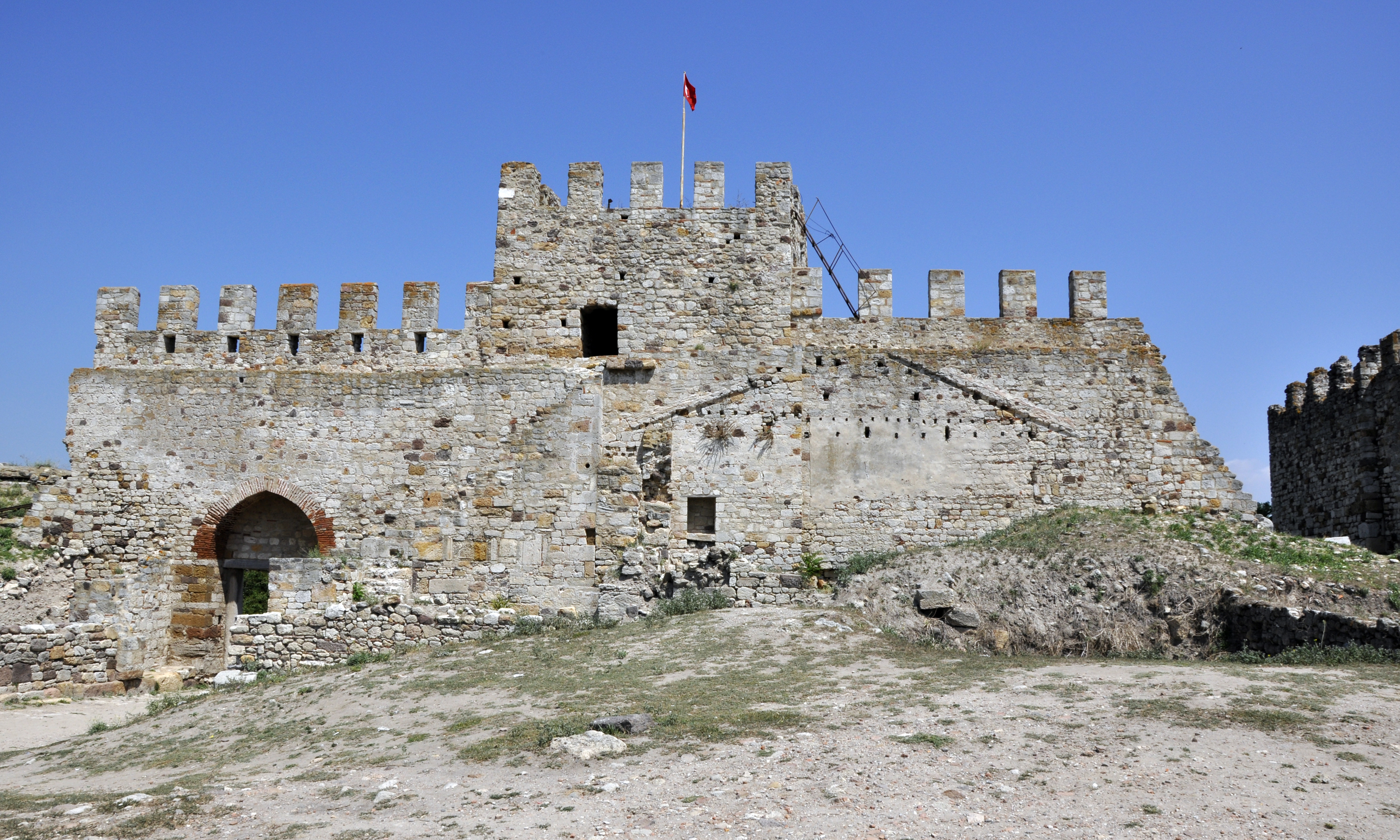
Die Festung auf Ainos

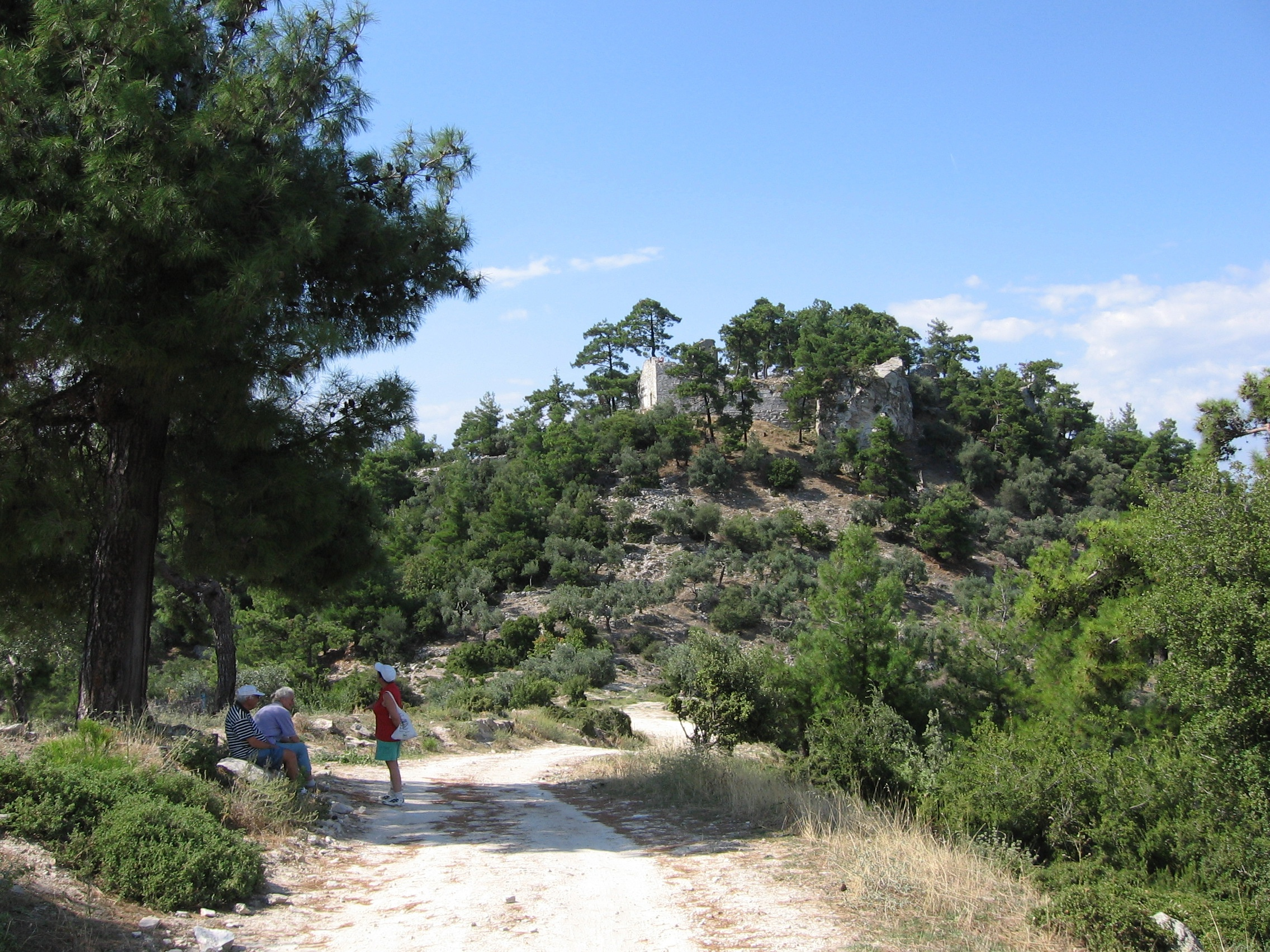
Die Festung in Limenas Thasou auf Thasos

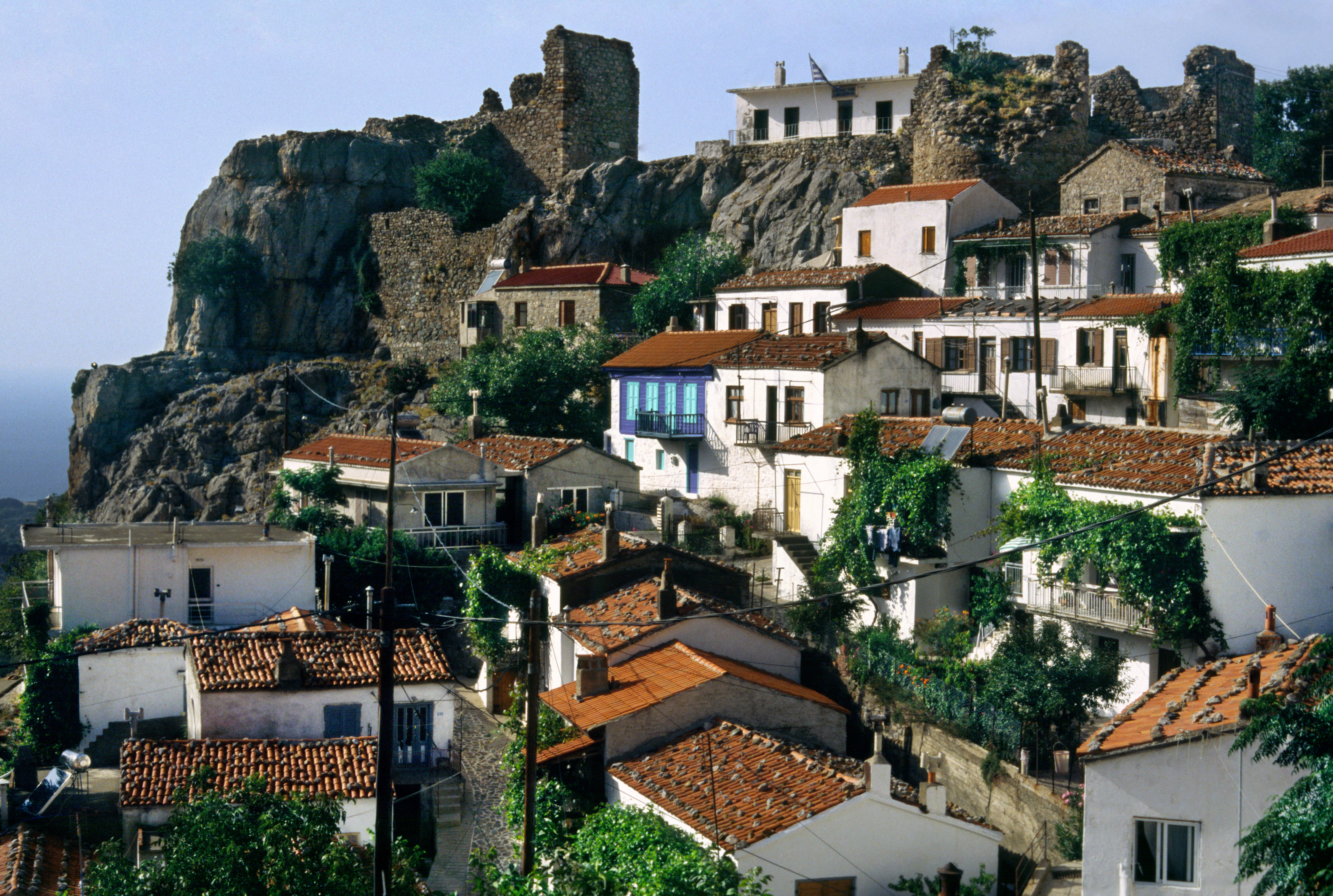
Die Burg auf Samothraki

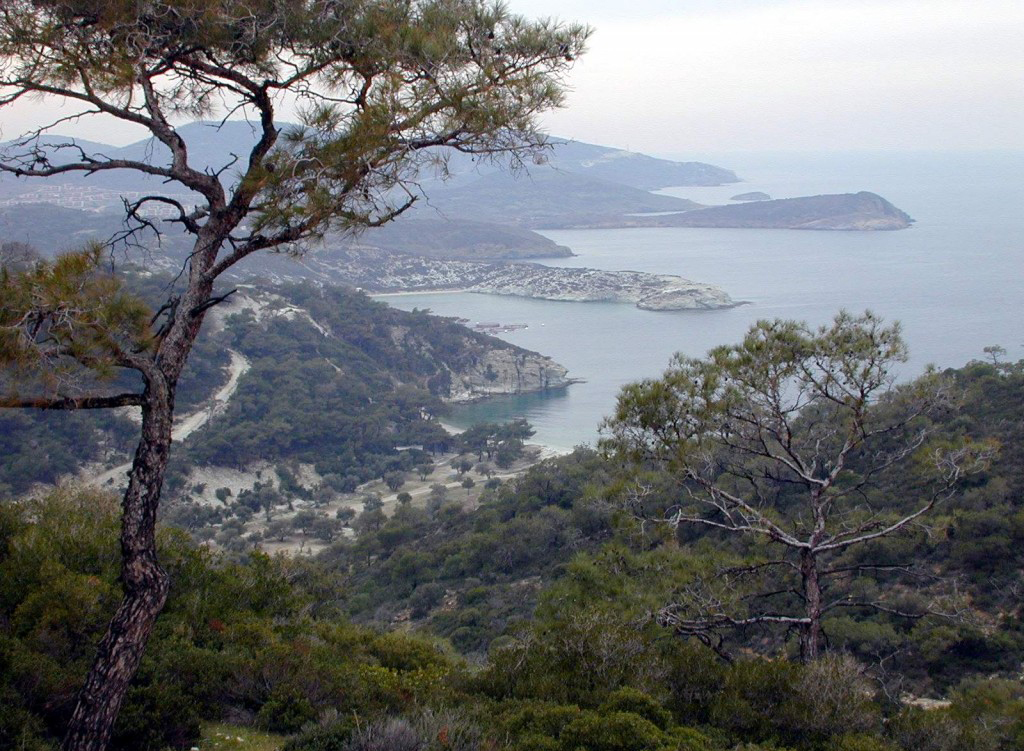
Phokaia

Francesco I. Gattilusio erhielt 1355 vom byzantinischen Kaiser Johannes V. Palaiologos als Dank für dessen Waffenhilfe im Kampf gegen den Gegenkaiser Johannes VI. Kantakuzenos die Insel Lesbos als erbliche Herrschaft verliehen. Am 17. Juni 1355 trat er in der Inselhauptstadt Mytilene seine Herrschaft als Archon von Lesbos an. Um 1357 heiratete Francesco Gattilusio die Prinzessin Maria Palaiologina, die verwitwete Tochter des byzantinischen Kaisers Andronikos III. Palaiologos und dessen zweiter Frau Anna von Savoyen. Aus dieser Ehe gingen die drei Söhne Andronico, Domenico und Jacopo hervor. 
Ab 1373 kam es jedoch wegen der Annäherungspolitik von Byzanz an die Osmanen zu Spannungen zwischen Francesco und dem Kaiser. Nach der Absetzung von Johannes V. im Jahr 1376 konnte Francesco I. von der progenuesischen Politik des neuen Kaisers Andronikos IV. profitieren. So brachte er die Stadt Ainos in Thrakien in seine Gewalt und setzte seinen Bruder Niccolo I. Gattilusio dort als Herrn ein. Als lukrative Einnahmequelle betrieb Francesco I. Gattilusio auch als Archon von Lesbos weiterhin die Seeräuberei. Am 6. August 1384 kam Francesco I. Gattilusio mit seinen Söhnen Andronico und Domenico während eines Erdbebens auf der Insel Lesbos ums Leben. Zwar erbte seine Witwe Maria die Insel Lesbos, als Archon folgte ihm jedoch sein ca. 14-jähriger Sohn Jacopo, der den Namen Francesco II. annahm.
In den folgenden Generationen konnten die Gattilusio ihre Macht auf Lemnos, Thasos, Samothraki und Phokaia ausdehnen, wo sie Genueser Kolonien gründeten. Manuel II. Palaiologos nahm 1414 nach schwerer Belagerung die Insel Lemnos ein und belehnte Jacopo Gattilusio, den Archon von Lesbos, mit der Insel Thasos, als Belohnung für die genuesische Unterstützung bei der Befreiung von Konstantinopel und der Inthronisierung von Johannes V. Palaiologos. Die Gattilusio agierten als diplomatische Mittler zwischen Byzanz und den östlichen Mittelmeermächten. Dabei waren sie aber auch im Bunde mit katalanischen Seeräubern und Piraten von den Kykladen, die von Thasos aus operierten. 1428 setzte Dorino I. Gattilusio als Verwalter der Insel Lemnos Umberto Grimaldi ein, der an verschiedenen Orten der Insel Wehrbauten und Burgen errichten ließ.
Durch Heiratspolitik wurden die Verbindungen zum byzantinischen Kaiserhaus der Palaiologen und dem christlichen Adel im Mittelmeerraum gefestigt. Francesco II. war mit einer namentlich unbekannten Tochter des byzantinischen Kaisers Johannes V. Palaiologos verheiratet, mit der er drei Söhne und drei Töchter hatte. Seine Tochter Irene heiratete 1397 den byzantinischen Kaiser Johannes VII. Palaiologos. Die Tochter Helena wurde mit Stefan Lazarević, dem Despoten von Serbien, und die Tochter Catarina mit dem Baron Pietro Grimaldi verheiratet. Seine Söhne Jacopo und Dorino folgten ihm als Archonten von Lesbos nach. Der Sohn Palamede wurde Nachfolger seines Onkels Niccolo Gattilusio als Herr von Ainos.
Mit dem Vormarsch der Osmanen im 15. Jahrhundert verloren die Gattilusio ihren Besitz und ihren Einfluss in der Ägäis. Nach der Eroberung von Konstantinopel (1453) hielten sie sich noch einige Jahre auf Lesbos, von wo sie den Osmanen jährlich einen Tribut von 4000 Goldmünzen auszahlen mussten. Niccolo II. Gattilusio brachte 1458 seinen älteren Bruder Domenico um und wurde an dessen Stelle letzter Archon von Lesbos. Den Mord sowie die Unterstützung von Piraten durch Niccolo II. nahm Sultan Mehmed II. schließlich zum Anlass, militärisch gegen ihn vorzugehen. Niccolos Schwester Maria kam auf Befehl des Sultans in den Harem, ihr Sohn wurde Page im Serail, Niccolo selbst 1462 hingerichtet.

## Mitglieder der Familie Gattilusio
Francesco I. und seine Nachkommen:
- Francesco I. Gattilusio (* um 1330; † 1384), Archon von Lesbos
  - Andronico Gattilusio (* nach 1357; † 1384)
  - Domenico Gattilusio (* nach 1357; † 1384)
  - Jacopo Gattilusio, genannt Francesco II. Gattilusio (* um 1370; † 1403 oder 1404), Archon von Lesbos
    - Jacopo Gattilusio (* um 1390; † 1428), Archon von Lesbos, 1414 Herr von Thasos
    - Dorino I. Gattilusio (* um 1395; † 1455), Archon von Lesbos, Herr von Phokaia und Thasos
      - Francesco III. Gattilusio, Herr von Thasos
      - Domenico Gattilusio († 1458), Archon von Lesbos
      - Niccolo II. Gattilusio († 1462), Archon von Lesbos
      - Ginevra Gattilusio († 1442), Gemahlin von Jacopo II. Crispo, dem Herzog von Archipelago
      - Caterina Gattilusio, Gemahlin von Kaiser Konstantinos XI. von Byzanz
      - Maria Gattilusio, Gemahlin des Prinzen Alexander Komnenos, eines Sohnes Kaisers Alexios Komnenos von Trapezunt

    - Palamede Gattilusio († 1455), Herr von Ainos, Imbros und Samothrake
      - Giorgio Gattilusio († 1449)
      - Dorino II. Gattilusio († nach 1488), Herr von Ainos
      - Caterina Gattilusio, Gemahlin von Marino Doria
      - Ginevra Gattilusio († 1489), Gemahlin des Dogen Lodovico Fregoso von Genua
      - Constanza Gattilusio, Gemahlin von Giangaleazzo Fregoso
      - Namtlich unbekannte Tochter, Gemahlin von Francesco III. Gattilusio

    - Eugenia Gattilusio († 1440), Gemahlin von Kaiser Johannes VII. von Byzanz
    - Helene Gattilusio, Gemahlin von Stefan Lazarević, Despot von Serbien
    - Caterina Gattilusio, und Gemahlin von Baron Pietro Grimaldi

Weitere Familienmitglieder:
- Niccolo I. Gattilusio (* nach 1330?; † 1409), Bruder von Francesco I. und Herr von Ainos
- Luchino Gattilusio († 1462), Vetter von Niccolo II.

## Archonten von Lesbos
Die Archonten (Regenten bzw. Herrn) der Herrschaft Lesbos, die von 1355 bis 1462 bestand, entstammten der Familie Gattilusio. Mit der Besetzung der Insel Lesbos durch die Osmanen im Jahr 1462 endete die Herrschaft der Gattilusio über Lesbos. Folgende Personen waren Archont von Lesbos:
1. Francesco I. Gattilusio, 1355 bis 1384
2. Francesco II. Gattilusio, 1384 bis 1403 oder 1404; bis 1387 unter Vormundschaft von Niccolo I. Gattilusio, Herr von Ainos
3. Jacopo Gattilusio, 1403 oder 1404 bis 1428; bis 1408 unter Vormundschaft von Niccolo I. Gattilusio, Herr von Ainos
4. Dorino I. Gattilusio, 1428 bis 1455
5. Domenico Gattilusio, 1455 bis 1458
6. Niccolo II. Gattilusio, 1458 bis 1462